# Palaemnema orientalis
Palaemnema orientalis är en trollsländeart som beskrevs av De Marmels 1989. Palaemnema orientalis ingår i släktet Palaemnema och familjen Platystictidae. IUCN kategoriserar arten globalt som starkt hotad. Inga underarter finns listade i Catalogue of Life.